# U-24 (1936)
| U-24                       | U-24                                                    | U-24                                                    |
| -------------------------- | ------------------------------------------------------- | ------------------------------------------------------- |
|                            |                                                         |                                                         |
|                            |                                                         |                                                         |
|                            |                                                         |                                                         |
| Під прапором               | Третій рейх                                             | Третій рейх                                             |
| Порт приписки              | Кіль, Вільгельмсгафен, Констанца, Феодосія, Севастополь | Кіль, Вільгельмсгафен, Констанца, Феодосія, Севастополь |
| Спуск на воду              | 24 вересня 1936                                         | 24 вересня 1936                                         |
| Виведений зі складу флоту  | 25 серпня 1944                                          | 25 серпня 1944                                          |
| Сучасний статус            | затоплений                                              | затоплений                                              |
| Проєкт                     |                                                         |                                                         |
| Тип ПЧ                     | Малий ДПЧ                                               | Малий ДПЧ                                               |
| Основні характеристики     |                                                         |                                                         |
| Швидкість (надводна)       | 13 вузлів                                               | 13 вузлів                                               |
| Швидкість (підводна)       | 7 вузлів                                                | 7 вузлів                                                |
| Гранична глибина занурення | 150 м                                                   | 150 м                                                   |
| Екіпаж                     | 25 осіб                                                 | 25 осіб                                                 |
| Розміри                    |                                                         |                                                         |
| Довжина найбільша (по КВЛ) | 42,7 м                                                  | 42,7 м                                                  |
| Ширина корпусу найб.       | 4,08 м                                                  | 4,08 м                                                  |
| Висота                     | 8,6 м                                                   | 8,6 м                                                   |
| Середня осадка (по КВЛ)    | 3,90 м                                                  | 3,90 м                                                  |
| Водотоннажність надводна   | 279 т                                                   | 279 т                                                   |
| Озброєння                  |                                                         |                                                         |
| Артилерія                  | 1 × 2 cm/65 C/30 (1000 снарядів)                        | 1 × 2 cm/65 C/30 (1000 снарядів)                        |
| Торпедно- мінне озброєння  | 3 TA 5 торпед або 18 мін (за іншими даними ТМА 12)      | 3 TA 5 торпед або 18 мін (за іншими даними ТМА 12)      |

U-24 — малий німецький підводний човен типу II-B для прибережних вод, часів Другої світової війни. Заводський номер 554.
Введений у стрій 10 жовтня 1936 року. Приписаний до 3-ї флотилії. З 18 жовтня 1939 року приписаний до 1-ї флотилії. Здійснив 20 бойових походів, потопив одне судно (961 брт), 5 бойових кораблів (580 т), пошкодив без відновлення 1 судно (7886 брт), пошкодив 1 судно (7661 брт). 30 квітня 1940 року переданий у навчальну флотилію, 1 липня приписаний до 21-ї флотилії. Перевезений у Констанцу і 1 жовтня 1942 року увійшов до складу чорноморської 30-ї флотилії. Затоплений 25 серпня 1944 року поблизу Констанци, в районі з координатами 44°12′ пн. ш. 28°41′ сх. д. / 44.200° пн. ш. 28.683° сх. д..

## Командири
- Оберлейтенант-цур-зее Гайнц Бухольц (3 липня — 30 вересня 1937)
- Капітан-лейтенант Удо Беренс (8 жовтня 1937 — 17 жовтня 1939)
- Капітан-лейтенант Гаральд Єппенер-Гальтенгофф (18 жовтня — 29 листопада 1939)
- Оберлейтенант-цур-зее Удо Гайльманн (30 листопада 1939 — 21 серпня 1940)
- Оберлейтенант-цур-зее Дітріх Борхерт (22 серпня 1940 — 10 березня 1941)
- Оберлейтенант-цур-зее Гельмут Генніг (11 березня — 31 липня 1941)
- Оберлейтенант-цур-зее Гардо Родлер фон Ройтберг (1 серпня 1941 — 5 травня 1942)
- Оберлейтенант-цур-зее Клаус Петерсен (14 жовтня — 17 листопада 1942)
- Оберлейтенант-цур-зее Клеменс Шелер (18 листопада 1942 — 15 квітня 1943)
- Капітан-лейтенант Клаус Петерсен (16 квітня 1943 — 7 квітня 1944)
- Оберлейтенант-цур-зее резерву Мартін Ландт-Гаєн (7 квітня — липень 1944)
- Оберлейтенант-цур-зее резерву Дітер Ленцманн (липень 1944 — 25 серпня 1944)

## Потоплені та пошкоджені судна
| Дата             | Тип судна        | Назва судна              | Тоннаж | Статус      | Належність      | Примітка            | Вантаж             | Координати                                                  |
| ---------------- | ---------------- | ------------------------ | ------ | ----------- | --------------- | ------------------- | ------------------ | ----------------------------------------------------------- |
| 9 листопада 1939 | вантажне судно   | Carmarthen Coast         | 961    | потоплено   | Велика Британія | підірвалося на міні | генеральний вантаж | 54°51′ пн. ш. 1°16′ зх. д. / 54.850° пн. ш. 1.267° зх. д.   |
| 31 березня 1943  | танкер           | Кремль                   | 7661   | пошкоджений | СРСР            |                     |                    | 43°17′ пн. ш. 40°14′ сх. д. / 43.283° пн. ш. 40.233° сх. д. |
| 15 червня 1943   | мінний тральщик  | БТСЦ-411 Защитник (№ 26) | 441    | потоплений  | СРСР            |                     |                    | 42°30′ пн. ш. 40°48′ сх. д. / 42.500° пн. ш. 40.800° сх. д. |
| 15 червня 1943   | танкер           | Эмба                     | 7886   | пошкоджений | СРСР            |                     |                    | 43°17′ пн. ш. 40°14′ сх. д. / 43.283° пн. ш. 40.233° сх. д. |
| 22 серпня 1943   | десантне судно   | ДБ-36                    | 9      | потоплено   | СРСР            |                     |                    | CL 9369                                                     |
| 22 серпня 1943   | десантне судно   | ДБ-37                    | 9      | потоплено   | СРСР            |                     |                    | CL 9369                                                     |
| 31 жовтня 1943   | мінний тральщик  | СКА-088                  | 56     | потоплений  | СРСР            |                     |                    | 43°17′ пн. ш. 40°14′ сх. д. / 43.283° пн. ш. 40.233° сх. д. |
| 12 травня 1944   | патрульний катер | СКА-0376                 | 56     | потоплений  | СРСР            |                     |                    | 41°58′ пн. ш. 41°27′ сх. д. / 41.967° пн. ш. 41.450° сх. д. |